# Miss XV
Miss XV  foi uma telenovela mexicana juvenil produzida por Pedro Damián para a Televisa, em coprodução com a Nickelodeon Latinoamérica  e com o canal colombiano, RCN. Miss XV é o segundo remake da telenovela  Quinceañera, original de Jorge Durán Chávez e que catapultou as carreiras de suas protagonistas  Adela Noriega e Thalía.
Foi protagonizada por Paulina Goto, Natasha Dupeyrón, Yago Muñoz e  Jack Duarte, com as participações antagônicas de Eleazar Gómez e  Macarena Achaga, além de contar com as participações adultas de  Raquel Garza, Gabriela Platas, Ignacio Casano, Sergio DeFassio e Verónica Jaspeado.
Foi primeiramente exibida na Nickelodeon Latinoamérica entre 16 de abril a 28 de setembro de 2012. No México foi exibida pelo Canal 5 entre 14 de maio a 26 de outubro de 2012.

## Sinopse
Valentina  tem 14 anos, é uma garota travessa e sonha com sua festa de 15 anos. É a melhor amiga de Natália. É irmã mais nova de Eddy e é apaixonada por Nico, mas sua mãe, Catarina, não aprova seu namoro com o garoto porque o mesmo é de família humilde, portanto, prefere ver sua filha com Alexis, que é um garoto de mesmo nível social do que eles.
Natália também tem 14 anos, porém, ao contrário de Valentina, é uma menina rica, odeia mentiras e sonha uma viagem internacional com os seus pais, pois eles não dão-lhe a atenção merecida por conta do trabalho. É a melhor amiga de Valentina, que nasceram no mesmo dia e horário. Natália tem uma queda pelo irmão mais velho de sua melhor amiga.
Do outro lado, temos Nico que é um rapaz pobre, que só quer tocar guitarra e escrever canções para sua amada Valentina. Nico mora com sua mãe Valentina que trabalha no Café.
Alexis precisa de duas coisas para ser feliz: ser super popular e ter Valentina em suas mãos. É rico, bonito, porém é mimado, egocêntrico e acredita que as pessoas servem apenas para servi-lo, além disso, acredita que todas as garotas estão apaixonadas por si por ele ser o mais rico da escola.
Pato é o único amigo de Alexis, que o utiliza sem escrúpulos para tentar alcançar seus objetivos. 
Leonora já é uma adolescente de 17 anos, porém, mente que tem dois anos a menos por ter obsessão por festas de 15 anos. Sua cor favorita é preto. Ela tem um blog de moda alternativa especializado em vestidos góticos para estas festas e por isso está em todas as festas de "Quinceañeras" da alta sociedade mexicana. Além disso, tem uma identidade secreta chamada 'Miss XV' na internet. Seus pais são ausentes, pois moram e trabalham na Europa e ela mora com sua irmã mais velha que é aeromoça. Está apaixonada por Niko e está disposta a fazer de tudo para ser namorada dele, até mesmo, tirar Valentina de seu caminho. É manipuladora, dissimulada e calculista, portanto planeja cuidadosamente seus planos. É aliada convicta de Alexis, e juntos, armarão diversos planos malignos não só contra o casal principal, mas também contra todos que os opuserem.
Eddy é o irmão de Valentina, entusiasmado, alegre e sempre tem um projeto na mão. É apaixonado por Natália.
Ao desenrolar da história Natália e Valentina acabam brigando por diversos motivos relacionados a perda de suas respectivas festas de 15 anos. Neste curto espaço de tempo, um dos principais canais mexicanos anuncia um reality show musical em que a vencedora irá ganhar a sua tão sonhada festa de 15 anos. Chamado de 'concurso ''Mis XV'' (Meus 15) irá ao ar no canal uma vez por semana. Seis garotas de todo o país deixam suas cidades de origem para formar um grupo musical que fará uma turnê pelo país. E além de ser sucesso na TV, o grupo emplaca carreira na Internet e começa uma turnê pelo país, como o foco em juntar o dinheiro necessário para a realização dos sonhos das três princesas debutantes:Valentina, Natália e  Leonora.
Baseado no best-seller mexicano M-15 'Meus 15 anos' e inspirada no primeiro programa de televisão mexicano feito para adolescentes, a telenovela Quinceañeira que foi produzida pela Televisa em 1987.

## Cancelamento do primeiro projeto
Em meados de 2010, a Televisa anunciou que estaria desenvolvendo uma nova versão da telenovela Quinceañeira, chamada de Miss XV (anteriormente llamada Miss XV: Sueña Princesa), esta nova versão da novela foi anunciada como a última produção de  Pedro Damián para o canal e que seria coproduzida pela Nickelodeon Latinoamérica. Tal como a versão original, o argumento contaria a história de 3 melhores amigas que fariam aniversário no mesmo dia e estavam prestes a fazer 15 anos. A novela também teria contornos extremamente dramáticos, o que forçaria a mudança do público foco da telenovela, que originalmente seria infantil para um público juvenil. As atrizes Danna Paola, Natasha Dupeyrón e Renata Notni já estavam escaladas para a produção e um teaser da trama já havia sido produzido e lançado. Entretanto, logo após as suas primeiras exibições, a Televisa e a Nickelodeon entenderam que a história estava "amadurecida" demais para o público foco e houve a necessidade do cancelamento do projeto. O ator Eddy Vilard que já estava gravando as suas primeiras cenas com Danna Paola se retirou da produção ao saber que Danna havia sido dispensada e reescalada para um outro papel em um outro projeto da emissora.
No começo de 2011, foi divulgado que a produção de Miss XV foi cancelada. Sem embargo, em junho do mesmo ano, foi anunciado que o projeto foi retomado, porém, o seu roteiro foi completamente alterado e reescrito de acordo com a necessidade dos investidores. Com isso a maioria dos personagens foi reescrito e a grande maioria do elenco foi dispensado. Com isso, houve a necessidade da realização de um casting que ocorreu entre junho e julho de 2011, na Cidade do México.
Mesmo com as alterações e o atraso do projeto, o papel de Dupeyrón não foi alterado e nem reescrito e ela foi mantida no projeto fazendo parte do elenco original. Antes reservadas para o projeto Danna Paola e Nutni foram expulsas do projeto. Logo após a sua expulsão, Paola chegou a declarar que não demonstrava mais interesse no papel e que estava preferindo finalizar a produção de seu novo álbum a engrenar um novo personagem na televisão.
A iniciante Paulina Goto foi escolhida para este papel. Com carreira já consolidada a atriz Eiza González também fez alguns testes para a novela. Todavia, ela foi dispensada por ser considerada "velha" para o papel a qual estava reservada. Em carreira crescente na América do Sul, a argentina Brenda Asnicar também fez alguns testes, porém não foi selecionada para nenhum dos papeis.

### Escalação Oficial
Em agosto de 2011, os produtores anunciaram que o elenco final estava formado. O grupo estaria composto de 5 atores: Paulina Goto, Eleazar Gómez, Natasha Dupeyrón, Yago Muñoz e Jack Duarte.No entanto, Damián revelou que os produtores queriam escalar uma terceira atriz como  a antagonista "Black Princess". Em meados de agosto de 2011, a ex-VJ da MTV América Latina,a argentina Macarena Achaga, foi confirmada como a principal antagonista feminina, a personagem Leonora Martinez.

## Temas Abordados

### Puberdade
A puberdade foi um forte tema abordado em Miss XV por ser uma novela que retrata jovens de 15 anos ela usou situações como a primeira menstruação da personagem Natália que ainda não tinha acontecido e a primeira ida da personagem ao ginecologista com sua mãe e os conselhos de sua amiga Valentina que já tinha passado pela experiência. Nos meninos, comentários entre eles sobre barba e a falta de diálogo com os pais.

### Depressão
A personagem 'SadGirl' Leonora expressava seu lado emocional nas roupas usando sempre cores escuras, a personagem era depressiva, tinha diálogos importantes com sua psicologa e ajudava bastante entender a psicologia adolescente.
A personagem Natália também sofria com depressão por abandono dos pais e logo depois a separação do casal.

### Abandono
Em Miss XV o colégio Greenland School que é o colégio central da trama onde os personagens centrais estudam, é um colégio particular caro e dentro dessa escola existem personagens que sofrem com pais ausentes.
Os pais da personagem central Natália são completamente ausentes da vida da filha devido a sua atribulada vida profissional (o pai é fotógrafo e a mãe dona de uma agência internacional de modelos). Neste momento de sua vida, a menina está no ápice de sua adolescência, o que causa diversos problemas como o desenvolvimento de crises depressivas e surtos psicóticos. A situação chega a níveis extremos nos quais a família contrata um psicólogo para ajudar-lá e com isso há a reaproximação dela com seus pais.

### Divórcio
Em Miss XV o tema divórcio também é bastante retratado, os pais de Natália estão com o casamento em crise e decidem se separar escondendo tudo da filha única, desencadeando uma série de conflitos familiares e dramas reais que só uma adolescente nessa situação pode passar.

## Elenco
Principal
| Elenco           | Personagem                    | Papel        |
| ---------------- | ----------------------------- | ------------ |
| Paulina Goto     | Valentina Monteiro            | Protagonista |
| Natasha Dupeyrón | Natália Costa                 | Protagonista |
| Yago Muñoz       | Nicolas Pérez                 | Protagonista |
| Eleazar Gómez    | Alessandro "Alex" Reis Mendes | Antagonista  |
| Macarena Achaga  | Leonora Martins               | Antagonista  |
| Jack Duarte      | Eduardo "Eddy" Monteiro       | Protagonista |

### Secundários
- Gabriela Platas como Marina Costa
- Raquel Garza como Catarina Rosenda Gonçalves de Monteiro e Contreras
- Verónica Jaspeado - Margarida Ramona Contreras
- Sergio De Fassio - Rômulo Pedraça
- Amairani - Joana  / Lady Venenosa
- Reynaldo Rossano - Quirino Contreras
- Ignacio Casano - Sebastián D'Acosta
- Antonio De Carlo - Arístides Reyes / Magic Dragon
- Beatriz Moreno - Teodora Cuevas
- Oswaldo Zárate - Dosberto Del Valle
- Fuzz - Lula López
- Pamela Ruz - Renata Domensaín
- Natalia Sainz - Tania Meza
- Alfonso Dosal - Maximiliano «Max» Menéndez
- Paola Torres - Fanny del Olmo
- José Eduardo Derbez - Patricio «Pato» Fuentes Pedraza
- Mariana Quiroz - Daniela «Manzanita» Contreras Gónzalez de los Monteros
- Lourdes Canale † - Miss Filomena «Filo» Zapata
- Charly Rey - Camilo
- Araceli Mali - Professora Miranda
- Montserrat Fligelman - Federica Martínez
- José Pablo Minor - Princípe Antonio Hernández de López y Martínez de Cervantes y del Hojeara Camacho
- Werner Bercht - Enrique «Kike» Martínez
- Nicole Vale - Paula Gil
- Joshua Gutiérrez - Miguel
- Raquel Pankowsky - Griselda
- Nicole Fur - Debbie Landeros / Agente Rosa
- Hendrick Marine - Fabián Espejo
- Maricarmen Vela - Viuda de Robles
- Queta Lavat - Doña María
- Javier Reyes - Ricardo «Richie»
- Octavio Mier - Archie
- Santiago Schleske - Elio
- Germán Otero - Kevin
- Gerardo Zurita Valle - Gustavo «Gus»
- Eddy Vargas - Bladimir
- Constanza Mirko - Cinthia «Cindy»
- Karla Cossío - Wendy
- Esther Guilmáin - Quinceañora
- Roberta Damián - Cristina
- Ariane Pellicer - Marilyn López
- Eugenio Bartilotti - Renato Gil
- Leny Zundel - Gerente García
- Bárbara Torres - Mama de Dosberto
- Fernanda Arozqueta - Doris Gascón
- Alejandra Peniche - Señora
- Eugenio Derbez - Sr. Fuentes (Papá de Patricio)

### Participações especias
Dulce Maria

Beto Cuevas

Moderatto

## Exibição no Brasil
No Brasil, foi exibida pela emissora de tv paga Nickelodeon entre 4 de março e 16 de agosto de 2013.

## Cores das Princesas e seus pares
- Valentina (Pink Princess) par de Niko
- Natália (Blue Princess) par de Eddy
- Leonora (Black Princess) par de  Alexis

## Banda
1. A banda é formada pelos protagonistas da novela:

- Paulina Goto: Vocalista Líder
- Natasha Dupeyrón: Vocalista
- Macarena Achaga: Vocalista
- Eleazar Gómez: Vocalista e Guitarra
- Jack Duarte: Guitarra e Vocalista
- Yago Muñoz: Guitarra e Vocalista